# NGC 2387
NGC 2387 este o galaxie spirală situată în constelația Vizitiul. A fost descoperită în 10 martie 1790 de către William Herschel.